# Beziehungen zwischen Albanien und den Vereinigten Staaten
Die Beziehungen zwischen Albanien und den Vereinigten Staaten sind das bilaterale Verhältnis zwischen der Republik Albanien und den Vereinigten Staaten von Amerika (USA). Beide Staaten unterhalten freundschaftliche diplomatische, wirtschaftliche und kulturelle Kontakte.
Der amerikanische Präsident Woodrow Wilson hatte wesentlichen Einfluss darauf, dass der junge albanische Staat über den Ersten Weltkrieg hinaus Bestand hatte, in dem er sich an den Friedensverhandlungen von Versailles (1919) gegen entsprechende geheime Absprachen von Nachbarländern aussprach.:22 Die USA erkannten Albanien am 28. Juli 1922 formell als unabhängigen Staat an. Am 4. Dezember 1922 nahm der erste US-Gesandte in Tirana seine Arbeit auf. Die Beziehungen wurden am 5. Juni 1939, kurz nach der Besetzung Albaniens durch Italien, abgebrochen und die US-Gesandtschaft in Tirana im September 1939 geschlossen. Nach dem Zweiten Weltkrieg entsandten die USA 1945 zwar eine diplomatische Mission nach Tirana, zogen diese jedoch Ende 1946 aufgrund von Spannungen mit dem kommunistischen Regime zurück. In den folgenden Jahren bemühten sie sich auch aktiv, die kommunistische Regierung in Albanien zu stürzen. Unter Enver Hoxha blieb Albanien in den folgenden Jahrzehnten eines der isoliertesten Länder der Welt.
Erst nach dem Zusammenbruch des kommunistischen Regimes und ersten Reformschritten kam es zur Wiederaufnahme der diplomatischen Beziehungen am 15. März 1991. Angesichts der jahrzehntelangen Verteufelung der USA stellte der Besuch von Außenminister James Baker am 22. Juni 1991 in Tirana als erster hoher Repräsentant aus Washington einen Wendepunkt dar: Die USA hatten sich für die Albaner in kürzester Zeit vom imperialistisch Erzfeind zum Alliierten gewandelt.:insb. S. 37 f, 53 f

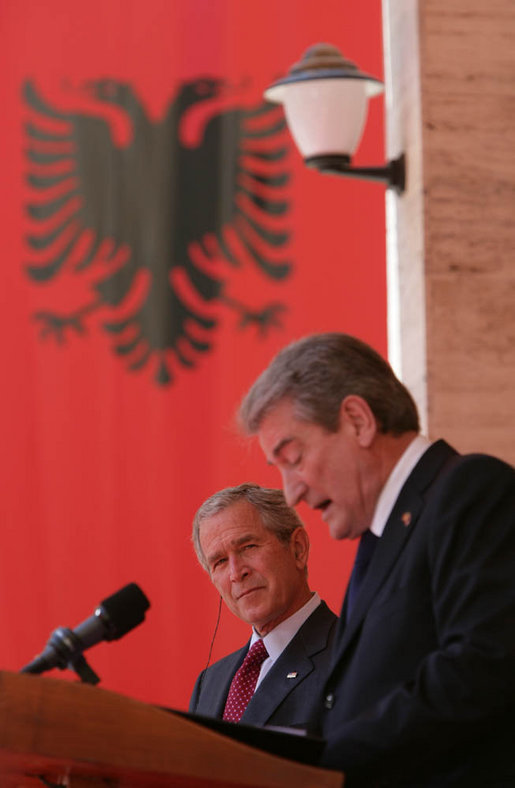
George W. Bush 2007 in Albanien mit Sali Berisha

Die USA halfen Albanien in den 1990er Jahren beim Übergang zur Demokratie und zur Marktwirtschaft und unterstützten auch das Ziel der euro-atlantischen Integration des Landes, einschließlich des NATO-Beitritts. Albanien erhielt 2008 eine Einladung zum Beitritt in die NATO und wurde am 1. April 2009 offiziell NATO-Mitglied. 2015 unterzeichneten beide Länder eine Gemeinsame Erklärung zur strategischen Partnerschaft, um ihre Zusammenarbeit in politischen, sicherheitsrelevanten, wirtschaftlichen und kulturellen Fragen zu vertiefen. Schon lange vor dem NATO-Beitritt waren die USA zusammen mit anderen westeuropäischen Staaten ein Garant für die staatliche Autonomie des Landes – eine Rolle, die die USA insbesondere im Kosovokrieg auch einnahm.:53 ff In der Folge erfüllte Albanien immer wieder Gefälligkeiten für die USA, beispielsweise durch die Aufnahme von ehemaligen Insassen aus dem Gefangenenlager Guantanamo (2006), der permanenten Aufnahme der iranischen Volksmudschahedin (MEK) im Jahr 2016 oder der vorübergehenden Aufnahme von afghanischen Flüchtlingen 2021.:6 f Die amerikanische Regierung drückte ihre Wertschätzung aus unter anderem mit dem Besuch von George W. Bush am 10. Juni 2007 in Tirana.:56 f 2016 besuchte John Kerry Albanien.
Die kulturellen Beziehungen werden unter anderem durch Bildungs- und Austauschprogramme sowie durch die albanischstämmige Gemeinschaft in den USA geprägt. Seit dem späten 19. Jahrhundert wanderten Tausende Albaner nach Nordamerika aus; heute leben in den Vereinigten Staaten Schätzungen zufolge rund 220.000 US-Amerikaner mit albanischer Abstammung (Stand 2024). Die albanische Diaspora konzentriert sich vor allem im Nordosten der USA (insbesondere im Großraum New York sowie in Bundesstaaten wie Connecticut und Massachusetts) und im Großraum der Großen Seen (z. B. in Michigan und Illinois). Durch Bildungs- und Austauschprogramme, etwa den Friedenskorps, wird der kulturelle Austausch gefördert; seit 1992 haben hunderte US-amerikanische Freiwillige in Albanien im Rahmen des Peace Corps Dienst geleistet. Die albanische Bevölkerung gilt als sehr proamerikanisch, was auch an der amerikanischen Unterstützung für die Unabhängigkeit der Kosovo-Albaner während des Kosovokriegs liegt.
In Tirana sind ein Platz nach Woodrow Wilson und eine Straße nach George W. Buch benannt. Letzterem ist auch eine Statue in Fushë-Kruja gewidmet. Eine Büste würdigt in Saranda die ehemalige Außenministerin Hillary Clinton, die das Land 2012 besucht hatte. Die nordalbanische Hafenstadt Shëngjin wurde 1927 wurde offiziell in Port Wilson umbenannt; es fehlen aber Hinweise, dass der Name auch verwendet wurde.
Wirtschaftlich sind die Vereinigten Staaten ein wichtiger, wenn auch nicht führender Partner für Albanien. Der Handel mit den USA macht nur einen kleinen Teil des gesamten albanischen Handelsvolumens aus (2018 entfielen z. B. nur ca. 1,7 % der albanischen Exporte auf die USA und 1,4 % der Importe aus den USA). Die wichtigsten US-Exportgüter nach Albanien sind Kraftfahrzeuge und Kfz-Teile, Fleisch sowie Telekommunikationsausrüstung; zu den Hauptexporten Albaniens in die USA zählen Ferrolegierungen, Heilkräuter und Schuhe. Im Jahr 2024 belief sich das bilaterale Handelsvolumen mit Waren auf rund 270 Millionen US-Dollar, davon US-Exporte im Wert von 142 Mio. $ und US-Importe von 128 Mio. $.  Die USA haben 1998 ein bilaterales Investitionsschutzabkommen mit Albanien abgeschlossen. Die USA haben auch Entwicklungshilfe geleistet. So wurde 1995 mit finanzieller Unterstützung der USA der Albanian-American Enterprise Fund gegründet, um die Entwicklung der Privatwirtschaft in Albanien zu fördern.
Die USA unterhalten eine Botschaft in Tirana. Albanien seinerseits verfügt über eine Botschaft in Washington, D.C. nebst einer Ständige Vertretung Albaniens bei den Vereinten Nationen in New York City.